# Bern villamosvonal-hálózata
Bern villamosvonal-hálózata (német nyelven: Strassenbahn Bern) Svájc Bern városában található. Összesen 5 vonalból áll, melyen 71 megálló található. A hálózat teljes hossza 33,4 km. Jelenlegi üzemeltetője a Bernmobil.
A vágányok 1000 mm-es nyomtávolságúak, az áramellátás felsővezetékről történik, a feszültség 600 V egyenáram. 
A forgalom 1890. október 1-én indult el.